# 108 (nombre)
« Cent-huit » redirige ici. Pour l'année, voir 108.
108 (cent-huit)  est l'entier naturel qui suit 107 et qui précède 109.

## En mathématiques
Cent-huit est :
- Un nombre abondant : la somme de tous ses diviseurs (1 + 2 + 3 + 4 + 6 + 9 + 12 + 18 + 27 + 36 + 54 + 108 = 280) est plus grande que 2×108 = 216.
- Un nombre de Tetranacci : la suite un+4 = un+3 + un+2 + un+1 + un débutant par 1, 1, 2, 4 a pour premiers termes 1, 1, 2, 4, 8, 15, 29, 56, 108…
- Un nombre Harshad : 108 est divisible par la somme de ses chiffres, 1 + 0 + 8 =9.
- Un auto nombre : aucun entier, additionné aux chiffres le composant, ne donne 108.
- L'hyperfactorielle de 3 : 11×22×33 = 108.
- Divisible par la valeur de sa fonction d'Euler : {\displaystyle \varphi (108)=36\,}.
- La valeur en degrés de l'angle interne d'un pentagone régulier en géométrie euclidienne.

## Dans d'autres domaines
Cent-huit est aussi :
- Le numéro atomique de l'hassium, un métal de transition.
- Le numéro de la galaxie spirale M108 dans le catalogue Messier.
- Le nombre de prétendants de Pénélope dans l'Odyssée d'Homère.
- Le nombre de grains d'un mala, un chapelet indien.
- Le nombre d'étoiles sacrées dans l'astrologie chinoise.
- Le nombre de mouvements dans certains enchainements du Taiji quan.
- Le numéro de la sourate Al-Kawthar, la plus concise du Coran.
- Le modèle d'une voiture : Peugeot 108, produite depuis 2014.
- Années historiques : -108, 108.
- La somme des nombres de l'équation fictive de Valenzetti (4 + 8 + 15 + 16 + 23 + 42 = 108), voir Lost : Les Disparus pour plus d'informations.
- Ligne 108 (Infrabel).
- Messerschmitt Bf 108 Taifun, un avion allemand.

## Nombre sacré
108 est un nombre sacré dans plusieurs religions orientales, telles que l'hindouisme, le jaïnisme, le sikhisme ou encore les différentes formes de bouddhisme, les trois chiffres, qui le composent, représentant aucun objet (0), un objet (1), et une infinité d'objets (8, ou l'infini). Cette association est perçue comme représentant la réalité ultime de l'univers. Les divinités ont ainsi 108 noms et les rudrakshas 108 graines.
Dans le bouddhisme d'expression sanskrite, chinoise ou tibétaine, le nombre 8 ne saurait représenter l'infini; en chinois, le nombre 108 s'écrit en deux caractères baiba 百八 et non en trois chiffres, et sans zéro ni unité. Les sources vont varier les explications, les énumérations et les calculs. Ainsi le Grand Dictionnaire du bouddhisme chinois Foxue da cidian énumère les 108 vénérables zun 尊: 5 bouddhas, 4 brahmanes, 16 grands bodhisattvas, 12 offrandes gongyi 供義 pour un total de 37; auxquels s'ajoutent 16 autres bodhisattvas (total 53), 20 deva de diamant jingang tian 金剛天 (total 73), 5 rois de la roue, 16 attachements de diamant shi jingang 執金剛, 10 brahmanes, et enfin la terre, l'eau, le feu et le vent pour un total de 35 à ajouter aux 73, soit 108. Le dictionnaire note en particulier les 108 coups de la grande cloche et les 108 grains de chapelet mani.
On retrouve le nombre dans l'ésotérisme occidental. Par exemple, Samael Aun Weor considère qu'un individu possède 108 opportunités (108 incarnations) lui permettant de se libérer de son ego.